# Jasper Uwaegbulam
Jasper Uwaegbulam (12 december 1994) is een Nigeriaans betaald voetballer die in de aanval speelt. Hij speelt voor het Belgische KAS Eupen. Hij kwam over van de ASPIRE Academy.

## Carrière

### Jeugd
Hij werd opgeleid bij de ASPIRE Academy.

### KAS Eupen
Doordat de Aspire Academy KAS Eupen overnam kwamen hij en vele andere Afrikanen bij Eupen terecht. Eupen moet voor hen een springplank zijn naar een grotere club.
Hij maakte zijn debuut voor Eupen in de thuiswedstrijd tegen VC Westerlo.

## Statistieken
| Seizoen         | Club            | Competitie      | Competitie | Competitie | Play-offs | Play-offs | Beker | Beker | Europa | Europa | Totaal | Totaal |
| Seizoen         | Club            | Competitie      | Wed.       | Dlp.       | Wed.      | Dlp.      | Wed.  | Dlp.  | Wed.   | Dlp.   | Wed.   | Dlp.   |
| --------------- | --------------- | --------------- | ---------- | ---------- | --------- | --------- | ----- | ----- | ------ | ------ | ------ | ------ |
| 2012-2013       | KAS Eupen       | Tweede Klasse   | 2          | 0          | 0         | 0         | 0     | 0     | 0      | 0      | 2      | 0      |
| Carrière totaal | Carrière totaal | Carrière totaal | 2          | 0          | 0         | 0         | 0     | 0     | 0      | 0      | 2      | 0      |